# Fervedouro
Fervedouro é um município brasileiro do estado de Minas Gerais. Sua população recenseada em 2022 era de 10 445 habitantes com uma densidade demográfica de 29,2 hab/km². Os nascidos no município são denominados fervedourenses.
Em 1953, Fervedouro atingiu a condição de distrito de Carangola, tornando-se emancipado após plebiscito em 15 de novembro de 1991 que atingiu 2.715 votos a favor do mesmo. Após sua elevação, Bom Jesus do Madeira e São Pedro do Glória tornaram-se distritos do município. Em 1 de janeiro de 1933, teve início o primeiro governo de Fervedouro.

## Comarca
O município de Fervedouro pertence à Comarca de Carangola.

## Etimologia
O topônimo Fervedouro provém de "ferver". Segundo uma tradição oral, tropeiros teriam observado, em fontes de água mineral na região, bolhas semelhantes àquelas que são produzidas na água em ebulição.

## História
Fervedouro foi elevado à condição de distrito em 1953, com terras desmembradas do distrito de Alvorada, subordinado ao município de Carangola. A 15 de novembro de 1991, através de um plebiscito, 2.715 eleitores votaram pela emancipação do distrito até então pertencente a cidade de Carangola.
Fervedouro foi elevado à condição de município, tendo por distritos a sede, Bom Jesus do Madeira e São Pedro do Glória. Em 1 de janeiro de 1993, foi instalado o primeiro governo do novo município.

## Geografia
O município está inserido na bacia hidrográfica do Rio Paraíba do Sul, e a sede municipal é banhada pelo ribeirão do Jorge.
A cidade tem como característica o bioma de Mata Atlântica com relevos de "mares de morros ou ondulados".
Fervedouro é reconhecido pelo Parque Estadual Serra do Brigadeiro, como uma das últimas reservas da floresta da encosta Atlântica do Estado. Abriga a maior população de monocarvoeiros e macacos, integrantes das listas de animais ameaçados de extinção. Além do parque Fervedouro, existe também como atração turística a piscina, famosa por sua água que borbulha, e uma imensidão de cachoeiras.

## Fatores sociais e econômicos

### Economia e trabalho
Em 2020, a renda média mensal dos trabalhdores do município era de 1,5 salários mínimos com o pessoal ocupado consistindo em 722 e a população ocupada equivalendo a 6,5 por cento. 47,3 por cento dos moradores de Fervedouro possuem ao menos meio salário mínimo de rendimento nominal mensal per capita. Já a economia consistiu em 11.937,26 reais de PIB per capita registrados em 2020 e IDHM de 0,580 em 2010. Por fim, no campo das receitas foram gerados 24.516,08 reais em 2017 com 22.142,23 reais sendo empenhados.

### Educação e saúde
A taxa de escolarização de 6 a 14 anos de idade registrada em 2010 era de 96,1 por cento. O IDEB dos anos iniciais do Ensino Fundamental do município até 2021 era de 6,2 enquanto os anos finais atingiram 4,3. Na área da saúde, Fervedouro possui uma taxa de mortalidade infantil desconhecida até 2020, e 0,9 internações por diarreia a cada mil habitantes até 2016.